# Podul Liteinîi
Podul Liteinîi (în rusă Лите́йный мост, transliterat: Liteinîi most) este cel de-al doilea pod permanent peste Neva din Sankt Petersburg, Rusia. El face legătura între Liteinîi Prospekt și raionul Vîborgski. Podul are lungimea de 396 de metri și lățimea de 34 de metri. În imediata apropiere a podului Liteinîi, râul Neva ajunge la adâncimea maximă de 24 de metri.

## Istoric
Hărțile vechi arată că a existat un drum de trecere a râului Neva din Rusia în Suedia, înainte de fondarea orașului, aproximativ pe locul în care se află podul modern. Pe un mal al râului se termina drumul de la Novgorod și pe celălalt mal începea drumul spre Vîborg.
Decizia de a construi un pod permanent a fost luată după ce sloiurile mari de gheață au distrus podul plutitor temporar pe 4 aprilie 1865. Chiar dacă întâmplări similare au mai avut loc și în trecut, acest eveniment a provocat o puternică reacție din partea guvernului și a fost stabilită o comisie specială de experți. Locația noului pod a fost aleasă abia în 1869, când membrii comisiei au ajuns la un acord. Pe 22 aprilie 1871 s-a lansat un concurs, fiind depuse 17 proiecte. Autoritățile orașului au ales proiectul realizat sub sigla Vestminster. Cu toate acestea, ministerul transporturilor a respins proiectul și a stabilit o comisie proprie de experți care l-a declarat câștigător pe colonelul inginer A. Struve, care era unul dintre membrii comisiei.
Construirea noului pod a început pe 30 august 1875. Condițiile de muncă erau grele și în următorii patru ani au fost două accidente mortale care au cauzat moartea a 14 persoane. Ceremonia oficială de deschidere a avut loc pe 1 octombrie 1879. Struve a fost avansat la gradul de general-maior.

Podul este numit Liteinîi ceea ce înseamnă literalmente Turnătorie după Liteinîi Prospekt și raionul Liteinîi, care la rândul lor erau numite după marea turnătorie care a fost înființată pe malul stâng în 1711. În 1903 podul a fost redenumit Aleksandrovski după numele țarului Alexandru al II-lea. Dar acest nume nu a fost folosit de populație și după Revoluția din octombrie 1917 s-a revenit la numele original Podul Liteinîi.
Curând după deschidere, podul a fost dotat cu instalații de iluminat electric - invenție a inventatorului rus Pavel Iablocikov. El a fost primul pod care a beneficiat de iluminat electric și pentru o lungă perioadă de timp a rămas singurul, deoarece monopolul producătorilor de gaze din oraș s-au opus.

## Podul Liteinîi în artă
Artistul leningrădean Aleksandr Mihailovici Semionov (1922-1984) a pictat în 1982 un tablou intitulat Podul Liteinîi.

## Legături externe
- Podul Liteinîi, 1982 de Alexander Semionov în albumul STVBACCHUS